# Краксы-миту
Краксы-миту (лат. Mitu) — род птиц семейства краксов, состоящий из 4 видов. Птицы обладают практически сплошной чёрной окраской. Живут в тропической части Южной Америки.

## Этимология
Родовое название Mitu образовано от слова Mitú, Mutú или Mutúm, что в переводе с языка племён тупи́ означает «чёрный».

## Внешний вид
Краксы-миту — это птицы весом до 3,5 кг, внешне они очень похожи на представителей рода гокко (Crax). Окраска самцов и самок преимущественно чёрная. Лапы более короткие, чем у гокко. У некоторых видов заметные наросты на клюве.

## Распространение
Родиной краксов-миту является Южная Америка, птицы обитают в тропических лесах на большой территории от северных районов материка и южнее до бассейна Амазонки. Остроклювый кракс-миту долгое время считался вымершим видом, пока нескольких птиц не обнаружили в бразильском штате Алагоас в 1951 г. Появления птиц регистрировали до 1980-х гг, но к настоящему времени вид исчез из дикой природы. Остроклювые краксы-миту хорошо размножаются в неволе и несколько птиц содержатся в зоопарках. Для 2 популяций для определили участок леса и планируют дальнейшие действия по возвращению в дикую природу.

## Классификация
В состав рода краксов-миту включают 4 вида:
- Mitu mitu — Миту, или остроклювый кракс-миту
- Mitu salvini — Сальвинов кракс, или эквадорский кракс-миту
- Mitu tomentosum — Малый хохлатый кракс, или гвианский кракс-миту
- Mitu tuberosum — Бритвоклювый кракс,  или Гребнеклювый гокко